# La Celle-les-Bordes
La Celle-les-Bordes ist eine französische Gemeinde mit 832 Einwohnern (Stand: 1. Januar 2022) im Département Yvelines in der Region Île-de-France. Sie gehört zum Arrondissement Rambouillet und zum Kanton Rambouillet (bis 2015: Kanton Saint-Arnoult-en-Yvelines). Die Einwohner werden Cellibordiens genannt.

## Geographie
La Celle-les-Bordes liegt etwa 30 Kilometer südwestlich von Paris und fünf Kilometer südsüdöstlich von Rambouillet. Die Gemeinde gehört zum Regionalen Naturpark Haute Vallée de Chevreuse. Umgeben wird La Celle-les-Bordes von den Nachbargemeinden Auffargis im Norden und Nordwesten, Cernay-la-Ville im Norden, Bullion im Süden und Osten, Clairefontaine-en-Yvelines im Süden und Westen sowie Vieille-Église-en-Yvelines im Westen.

## Bevölkerungsentwicklung
| Jahr                      | 1962 | 1968 | 1975 | 1982 | 1990 | 1999 | 2006 | 2013 |
| Einwohner                 | 347  | 365  | 434  | 580  | 769  | 842  | 914  | 860  |
| Quelle: Cassini und INSEE |      |      |      |      |      |      |      |      |

## Sehenswürdigkeiten
Siehe auch: Liste der Monuments historiques in La Celle-les-Bordes
- Kirche Saint-Germain aus dem 16. Jahrhundert
- Schloss Les Bordes, frühere Burganlage
- Schloss La Celle, 1610 erbaut, Anbauten aus dem 19. Jahrhundert, Monument historique

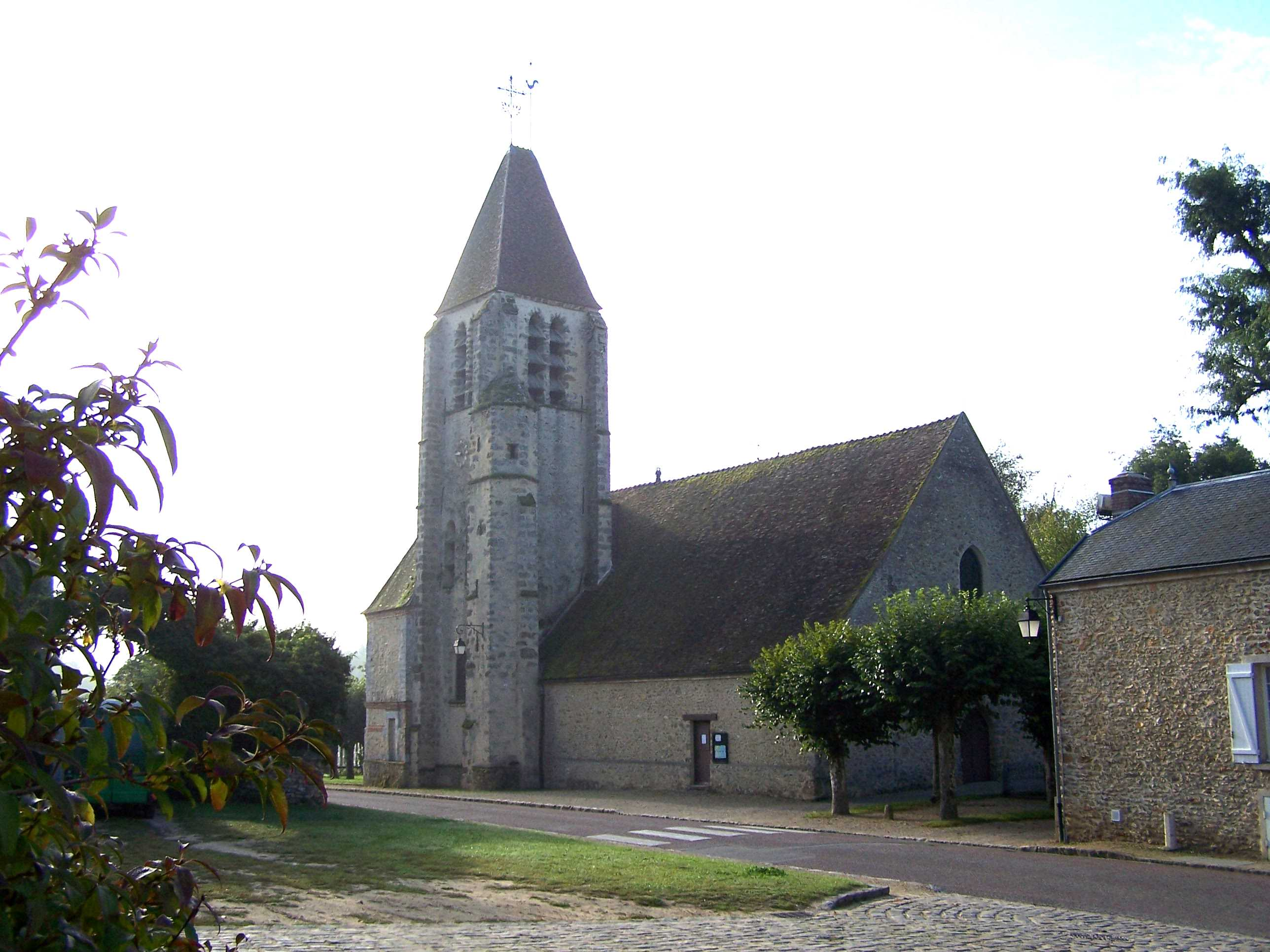
Kirche Saint-Germain
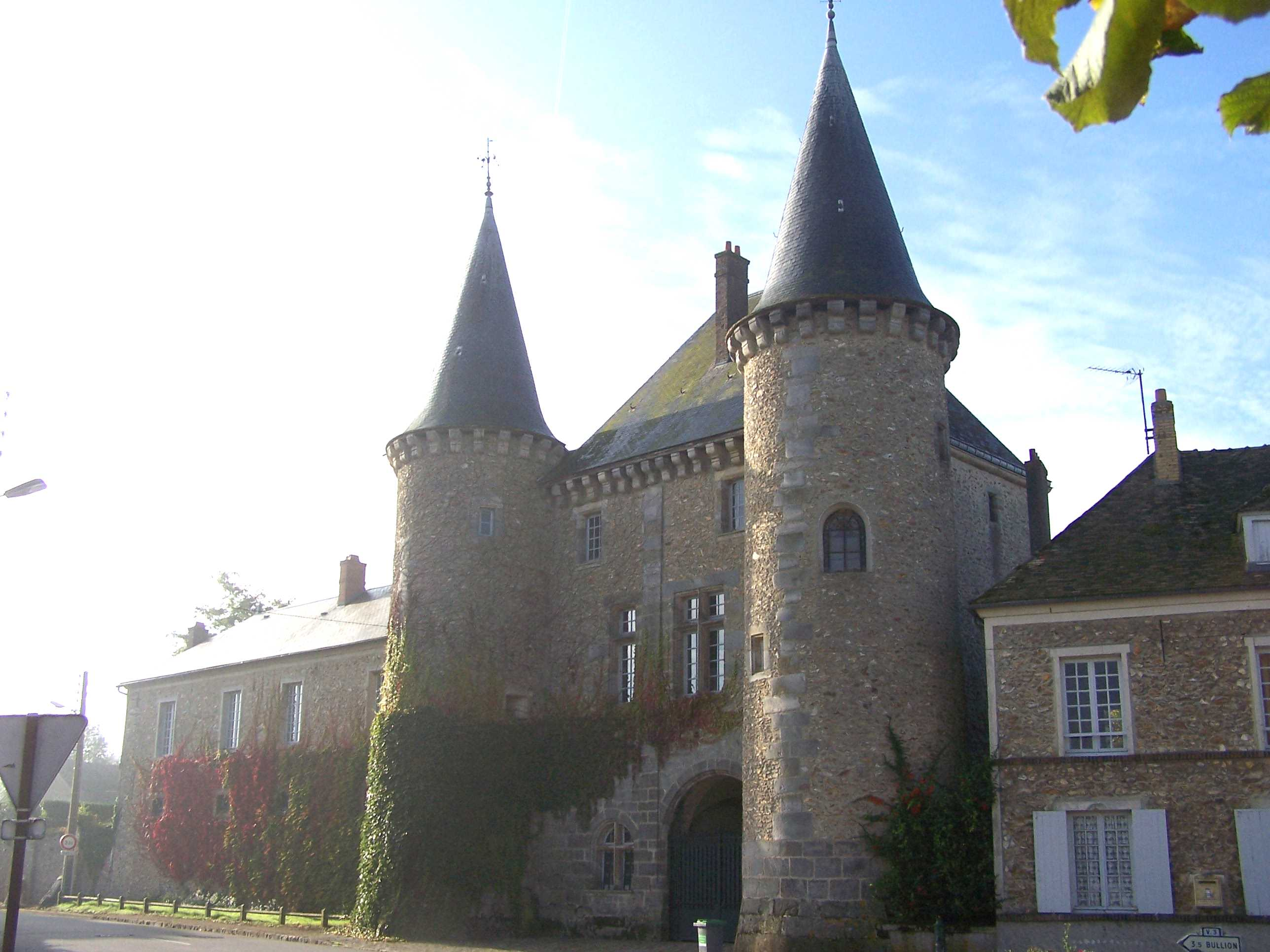
Schloss Les Bordes
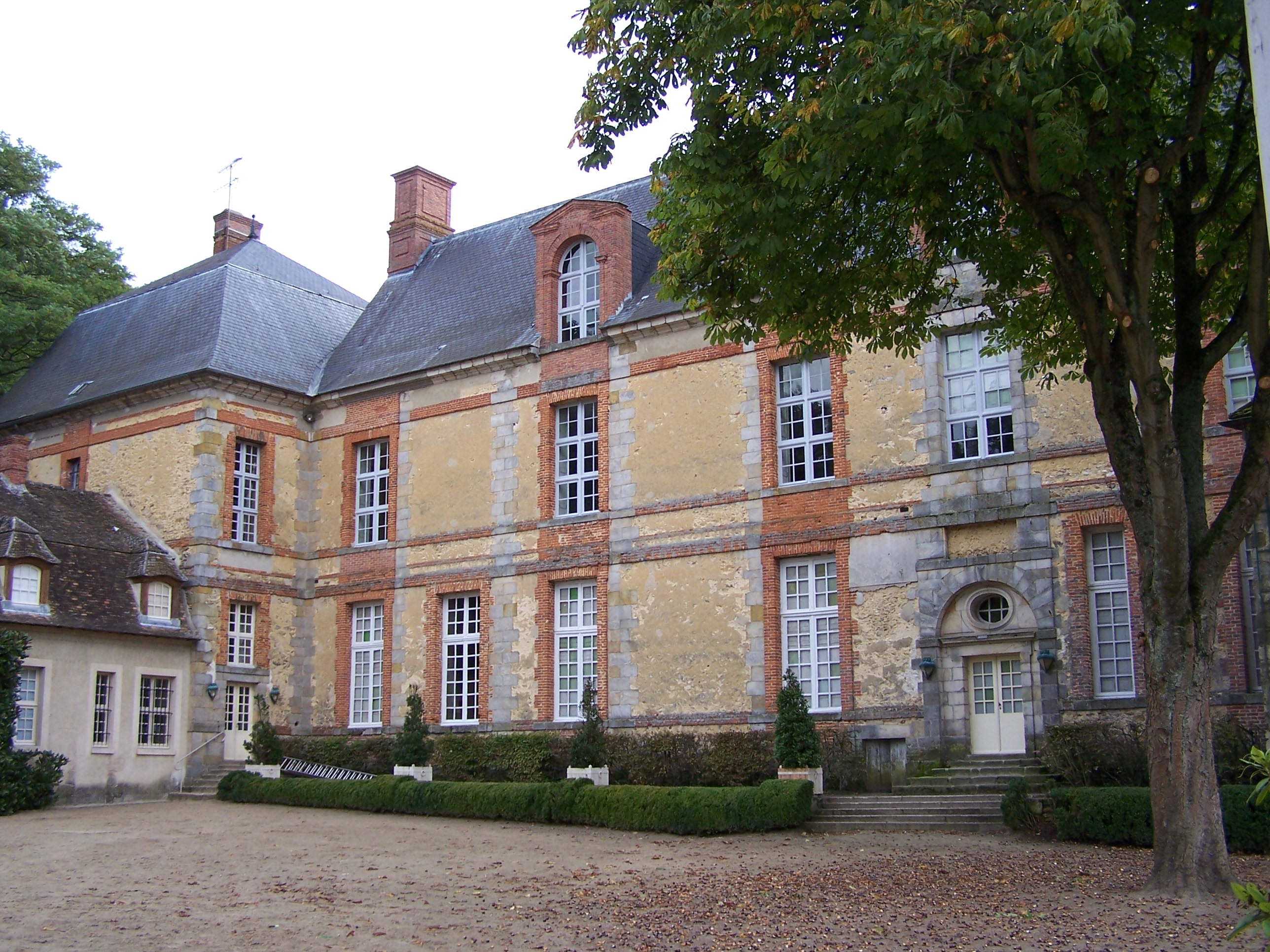
Schloss La Celle